# Kościół Najświętszego Serca Pana Jezusa w Siedlisku
Kościół Najświętszego Serca Pana Jezusa w Siedlisku – rzymskokatolicki kościół parafialny należący do parafii pod tym samym wezwaniem (dekanat Trzcianka, diecezji koszalińsko-kołobrzeskiej, metropolii szczecińsko-kamieńskiej.

## Historia
Jest to świątynia wybudowana z cegły i kamienia przez protestantów w 1908 roku. Po 1945 roku została przejęta przez parafię katolicką pod wezwaniem Najświętszego Serca Pana Jezusa. Kościół charakteryzuje się bardzo wysoką iglicą, usytuowany jest na małym wzniesieniu.
Budowla została wzniesiona w stylu neogotyku nadwiślańskiego i poświęcona została 2 grudnia 1945 roku.